# Рохер Марті
Рохер Марті Сальвадор (ісп. Roger Martí Salvador, нар. 3 січня 1991, Торрент) — іспанський футболіст, нападник клубу «Леванте».

## Ігрова кар'єра
Народився 3 січня 1991 року в місті Торрент. Вихованець футбольної школи клубу «Валенсія», після завершення якої грав за резервну команду «Валенсія Месталья», а у січні 2011 році був відданий в оренду клубу «Бурджасот», за цю команду провів 13 матчів і забив 4 голи в Терсері.
У липні 2011 року Роджер перейшов у «Леванте», але перший час теж грав за резервну команду в Терсері. В основній команді дебютував 21 грудня, замінивши травмованого Хуанлу в домашній грі проти «Депортіво» (4:1) в матчі Кубка Іспанії. А вже наступного місяця, 15 січня 2012 року, Рохер дебютував у Ла Лізі, вийшовши замість Хаві Торреса на останні десять хвилин гостьового матчу проти «Атлетіка» (0:3).
Втім основним гравцем клубу Марті не був і 6 серпня 2013 року він був відданий в оренду на один рік у клуб «Реал Сарагоса» із Сегунди, де забив 12 голів у 36 матчах. На наступний сезон Рохер був відданий в оренду в інший клуб другого дивізіону «Реал Вальядолід», але цього разу продемонструвати свої бомбардирські якості нападник не зумів через травму коліна, отриману у вересні, через яку повернувся на поле лише у квітні і загалом за сезон провів 16 ігор і забив 5 голів у Сегунді.
Влітку 2015 року Марті повернувся в «Леванте», але за півроку у 16 матчах Ла Ліги нападник не зумів забити жодного гола, тому 28 січня 2016 року Марті знову був відданий в оренду в «Реал Вальядолід» до кінця сезону. За його результатами «Леванте» вилетіла з Ла Ліги і Марті отримав черговий шанс закріпитись у основній команді. Цього разу нападнику це вдалось і він забив 22 голи у 37 іграх, ставши другим найкращим бомбардиром першості і виграв з командою Сегунду та з першої спроби повернув її до вищого дивізіону країни. Після цього Марті став стабільним основним гравцем «Леванте», пропустивши лише першу частину сезону 2017/18 через травму. 29 червня 2018 року він продовжив свій контракт до 2023 року. Станом на 28 липня 2020 року відіграв за валенсійський клуб 121 матч в національному чемпіонаті.

## Досягнення
- Чемпіон іспанської Сегунди: 2016–17